# Еміліо Альзамора
Еміліо Альзамора (ісп. Emilio Alzamora; народився 22 травня 1973 року, Льєйда, Каталонія, Іспанія) — колишній мотогонщик, учасник чемпіонату світу з шосейно-кільцевих мотогонок MotoGP. Чемпіон світу у класі 125cc (1999). Єдиний мотогонщик, що виграв чемпіонат світу MotoGP, не вигравши жодної гонки у сезоні, обійшовши своїх конкурентів Марко Меландрі та Масао Азуму, які виграли по п'ять гонок.

## Кар'єра

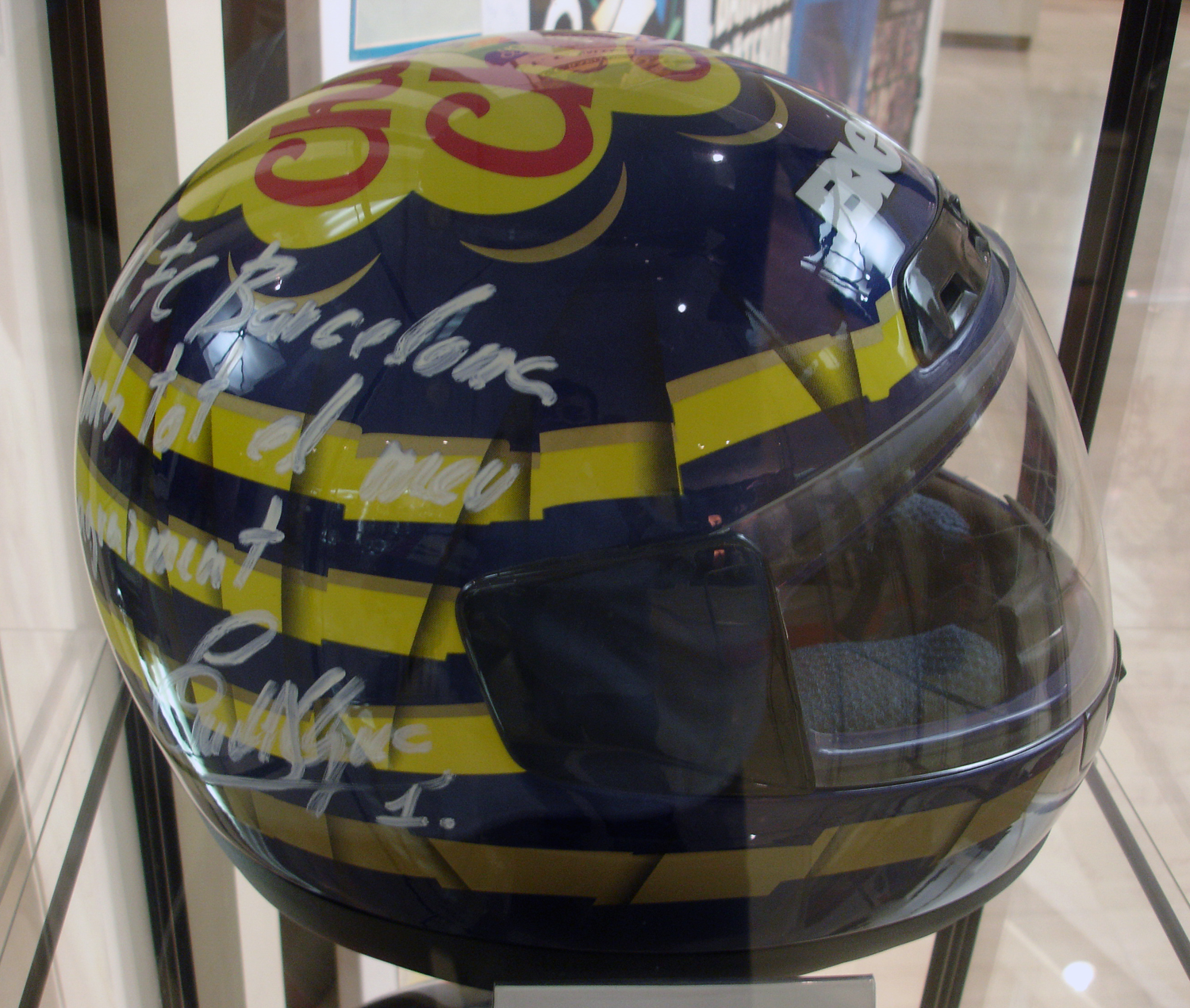
Шолом Альзамори, у якому він виграв чемпіонат 1999 року. Один із експонатів музею ФК «Барселони»

Еміліо Альзамора почав свою кар'єру в гонках в класі 80cc, вигравши в 1989 році клас 80cc чемпіонату Каталонії у віці 16 років. У 1994 році він дебютував у Гран-прі в класі 125cc як член команди екс-чемпіона світу Паоло Пілері. Перейшов в клас 250cc в 1997 році, але після першого ж сезону, затьмареного травмами, повернувся в 125-ий. Альзамора виграв в 1999 році чемпіонат світу в класі 125cc, не вигравши ні однієї гонки, але здобувши 10 подіумних позицій, обійшовши Марко Меландрі і Масао Азума, кожен з яких мав по п'ять перемог. Завершив професійну кар'єру після сезону 2003 року.
Після завершення активних виступів залишився у мотоспорті. Зокрема, відкрив для MotoGP талант Марка Маркеса: будучи його менеджером зробив його чемпіоном світу в класі 125сс, згодом — в Moto2 та MotoGP

### Статистика виступів у MotoGP
| Сезон | Клас  | Команда                   | Мотоцикл  | Гонки | Перемоги | Подіуми | Очки | Місце |
| ----- | ----- | ------------------------- | --------- | ----- | -------- | ------- | ---- | ----- |
| 1994  | 125cc | Marlboro Team Pileri      | Honda     | 13    | 0        | 0       | 16   | 22    |
| 1995  | 125cc | Scot-San Patrignano       | Honda     | 13    | 1        | 4       | 129  | 3     |
| 1996  | 125cc | Cepsa Effeuno Matteoni    | Honda     | 15    | 1        | 4       | 158  | 4     |
| 1997  | 250cc | Fortuna Honda             | Honda NSR | 13    | 0        | 0       | 31   | 17    |
| 1998  | 125cc | Via Digital Team          | Aprilia   | 14    | 0        | 0       | 18   | 21    |
| 1999  | 125cc | Via Digital Team          | Honda     | 16    | 0        | 10      | 227  | 1     |
| 2000  | 125cc | Telefonica MoviStar       | Honda     | 16    | 0        | 7       | 203  | 3     |
| 2001  | 250cc | Telefonica MoviStar Honda | Honda NSR | 16    | 0        | 2       | 136  | 7     |
| 2002  | 250cc | Fortuna Honda Gresini     | Honda NSR | 15    | 0        | 2       | 120  | 7     |
| 2003  | 125cc | Caja Madrid Derbi Racing  | Derbi     | 16    | 0        | 0       | 2    | 31    |

## Цікаві факти
Еміліо Альзамора — перший «Містер Чупа-Чупс», саме у нього, а не у Хорхе Лоренцо вперше на шоломі з'явився логотип відомих льодяників.